# Irène Hamoir
Irène Hamoir (Saint-Gilles, 25 luglio 1906 – Watermael-Boitsfort, 17 maggio 1994) è stata una scrittrice, poetessa e autrice di romanzi belga, figura femminile centrale del movimento surrealista nel suo Paese. Pubblicò le sue raccolte di poesie con lo pseudonimo di Irine (o Irène), mentre fu citata con il nome di Lorrie negli scritti del marito, lo scrittore surrealista Louis Scutenaire, e nelle opere di René Magritte.

## Biografia
La sua famiglia di origine era legata al circo. La nonna paterna era una ragazza madre; il padre Léopold, cappellaio, si unì al nonno, Léopold Noiset, corridore ciclista, fabbricante di velocipedi nonché allenatore capo del «Club dei veloci» di Bruxelles, che intorno al 1890 aveva creato con altri quattro dei suoi figli la «Mignons Noazetts», compagnia di equilibristi sul biciclo. I «Mignons Noazetts», una volta cresciuti, cambiarono nome in «The Noisets», utilizzarono motociclette ed automobili ed ottennero un successo internazionale esibendosi in numeri spettacolari intitolati La Cuve Infernale (La vasca infernale), La Table du Diable (La tavola del diavolo), Le Saut de la Mort (Il salto della morte). Irène Hamoir rievocò le esibizioni dei suoi zii nel primo racconto della raccolta La Cuve Infernale, scritto fra il 1932 ed il 1939, e successivamente in Les Fameux Noiset Acrobates Casse-Cou, un articolo pubblicato nel 1949 sulla rivista Le Soir illustré.
Nel 1922, dopo aver completato gli studi ad indirizzo commerciale, Irène divenne segretaria in una conceria-tintoria. Socialista militante, partecipò a partire dal 1924 a numerose riunioni del partito, avvicinandosi a Camille Huysmans.
Nel 1925 scrisse la sua prima poesia, Métallique, e nello stesso anno incontrò il pittore Marc Eemans, che frequentava il suo stesso corso serale di giornalismo e con cui ebbe una relazione. Proprio attraverso Eemans, che collaborava alla rivista Distances creata dal gruppo surrealista di Bruxelles, Irène Hamoir conobbe Louis Scutenaire nel 1928.
Louis Scutenaire iniziò a scriverle quotidianamente lettere poetiche; si sposarono nel 1930 e dopo un viaggio a Parigi ed in Spagna si trasferirono a casa della suocera di Irène in Rue de la Luzerne.
Prima di sposarsi, nel 1929, Irène Hamoir aveva trovato impiego come segretaria presso l'Agenzia economica e finanziaria di Bruxelles; due anni dopo, nel 1931, iniziò la carriera di funzionario presso la Corte internazionale di giustizia e viaggiò fra Ginevra e L'Aia, talvolta raggiunta dal marito che nel frattempo era entrato nel Foro di Bruxelles.
Nonostante gli impegni di lavoro, Irène ed il marito, che veniva chiamato familiarmente "Scut", trovavano il tempo di frequentare il gruppo surrealista di Bruxelles che comprendeva Paul e René Magritte, i poeti Paul Nougé e Marcel Lecomte, il musicista André Souris, l'artista E. L. T. Mesens ed il compositore Paul Colinet. La coppia si legò anche al gruppo surrealista parigino. Nel 1935 Irène Hamoir partecipò all'esposizione internazionale surrealista a La Louvière. L'anno successivo René Magritte dipinse il suo ritratto. Nell'agosto del 1937 soggiornò con il marito a casa di René Char a Céreste in Provenza. Seduttore ed intraprendente come amava essere, Char ricambiò la visita qualche mese più tardi, recandosi all'Aia: i rapporti fra Irène ed il marito ne risentirono.
Nel 1939 Irène si licenziò e collaborò a due numeri della rivista L'Invention collective. Nel maggio dell'anno successivo, a causa dell'avanzare dell'esercito tedesco, lasciò Bruxelles insieme al marito, a Magritte, all'artista Raoul Ubac ed alla moglie di questi Agui. Il gruppo giunse a Carcassonne, nell'Aude, dove incontrò Joë Bousquet, Jean Paulhan, André Gide e Gaston Gallimard. Dopo una deviazione attraverso Nizza, in ottobre ritornò a Bruxelles; nel 1941 Irène lavorò presso la Banca nazionale del Belgio e, dal 1942 al 1945, presso la direzione delle vendite dell'Unione chimica belga.
Nel 1944 venne pubblicata la raccolta di novelle La Cuve infernale. L'anno successivo, entrata nella redazione del quotidiano Le Soir, Hamoir collaborò alle riviste Le Salut public, Le Ciel bleu e La Terre n'est pas une Vallée de Larmes rese vivaci dallo scrittore surrealista Marcel Mariën. Nel 1946 Irène pubblicò alcune poesie su Les Deux sœurs, diretta dal pittore e poeta Christian Dotremont, sul cui secondo numero comparve anche un «cadavre exquis», un cadavere eccellente, firmato da René Char, Paul Éluard, Louis Scutenaire e Irène.
Dopo la pubblicazione, nel 1949 e con lo pseudonimo di «Irine», della sua Œuvre poétique, Irène Hamoir collaborò a numerose riviste, in particolare Temps mêlés, creata nel 1953 dall'erudito André Blavier e dalla pittrice surrealista Jane Graverol. Nello stesso 1953 Hamoir pubblicò il romanzo Boulevard Jacqmain, nel quale compaiono i surrealisti belgi con soprannomi più o meno trasparenti: «Nouguier» per Paul Nougé, «Gritto» per René Magritte, «Maître Bridge» per Louis Scutenaire, «Edouard Massens» per E. L. T. Mesens, «Bergère» per Georgette Magritte, «Marquis» per Paul Magritte, «Sourire» per André Souris, «Monsieur Marcel» per Marcel Lecomte, «Evrard» per Geert Van Bruane. Per rappresentare se stessa utilizzò invece il nomignolo «Crépue». Secondo alcuni critici si tratterebbe in realtà di un romanzo scritto a quattro mani insieme al marito.
Nel 1955 Irène iniziò a redigere bigliettini umoristici per la Petite Gazette. Nel 1964 e nel 1966 scrisse per Le Soir omaggi dedicati rispettivamente a Geert Van Bruane e Marcel Lecomte in occasione della loro scomparsa.
Dal 1971 al 1975 Irène Hamoir pubblicò parecchi opuscoli di poesie; spesso insieme al marito redasse la prefazione dei cataloghi delle mostre degli amici pittori, come Roland Delcol, per il quale Irène scrisse una recensione anche all'inizio degli anni ottanta, Yves Bossut, Claudine Jamagne, Rachel Baes, Robert Willems, Roger Van de Wouwer e Tom Gutt. Con quest'ultimo, inoltre, Hamoir collaborò alla rivista Le Vocatif fondata da Gutt nel 1972, e Gutt medesimo, insieme ad Isy Brachot, riunì l'opera poetica di Irène nella raccolta Corne de brune. Allo stesso Gutt toccherà più tardi il ruolo di esecutore testamentario di Hamoir.
Nel 1982 Irène Hamoir e Louis Scutenaire firmarono «Elle et lui», la prefazione per la retrospettiva René Magritte et le surréalisme en Belgique che si tenne al Museo reale delle belle arti del Belgio di Bruxelles. Dopo la morte di Scutenaire, avvenuta nel 1987, Irène pubblicò una raccolta di memorie della loro vita insieme con il titolo Ma vie avec Scut. Inoltre vennero pubblicati sulla rivista Les Lèvres nues alcuni estratti della corrispondenza fra i due sposi e André Bosmans, Paul Nougé e Marcel Mariën.
Nel 1992 apparve Croquis de rue che raggruppa le cronache di Hamoir per Le Soir. Due anni dopo, nel 1994, Irène Hamoir morì a Watermael-Boitsfort. Non avendo figli, aveva predisposto il lascito «Irène Scutenaire-Hamoir» al Museo reale delle belle arti del Belgio delle numerose opere di vari artisti in suo possesso: oltre venti dipinti, altrettanti guazzi, una quarantina di disegni ed altro.

## Opere

### Poesia
- (FR) Irine, Œuvre poétique (1930-1945), Saint-Generou près Saint Julien de Voventes, Maître François éditeur, 1949.
- (FR) (Irène Hamoir, pubblicato anonimamente), Ithos, disegni di Claudine Jamagne, Leyden, 1971.
- (FR) Irine, L'Orichalcienne, La Louvière, Daily-Bul, 1972, ISBN non esistente, OCLC 461893105.
- (FR) Irine, Corne de Brune : (1925 - 1976), avec un portrait par René Magritte et quatre dessins de Rachel Baes, Danielle, Jane Graverol et Claudine Jamagne, Bruxelles, Brachot et Gutt, 1976, ISBN non esistente, OCLC 249447071, SBN BVE0197121.
- (FR) Irène Hamoir (testo autografato), Le Comparse en fleurs et des aigrelettes, Paris, Éditions de l'Orycte, 1977.

### Prosa
- (FR) Irène, La cuve infernale, Bruxelles, Les Éditions Lumière, 1944, ISBN non esistente, OCLC 45795021.
- (FR) Irène Hamoir, Boulevard Jacqmain, Bruxelles, Éd. des Artistes, 1953, ISBN non esistente, LCCN 54022982, OCLC 463409317.
- (FR) Irène Hamoir, La Cuve infernale, Nouvelles, accompagné d'un vient de paraître de Tom Gutt, édition augmentée, Bruxelles, Brassa, 1987, ISBN non esistente, OCLC 249421988.
- (FR) Irène Hamoir, Question à une tourterelle turque, Bruxelles, 1989.
- (FR) Irène Hamoir, Croquis de rue, avec une préface d'Alain Delaunois, Bassac, Plein Chant, 1992.
- (FR) Irène Hamoir, Boulevard Jacqmain : roman, Bruxelles, Didier Devillez, 1996, ISBN 2873960019, LCCN 97111763, OCLC 877995151, SBN UFI0242795.

### Critica d'arte
- (FR) Irène Hamoir, Roger Van de Wouwer, Bruxelles, 1972.
- (FR) Irène Hamoir, Yves Bossut, Bruxelles, Galerie Aquarius, 1974.
- (FR) Irène Hamoir, Claudine Jamagne et Dominique Libert, Bruxelles, Galerie La marée, 1974.
- (FR) Irène Hamoir, Rachel Baes, Bruxelles, Galerie La marée, 1976.
- (FR) Irène Hamoir, Yves Bossut, Bruxelles, 1976.
- (FR) Irène Hamoir, Robert Willems, Bruxelles, Galerie La marée, 1976.
- (FR) Irine, Louis Scutenaire e André Blavier, Le surrealisme en Belgique 1 : peintures, dessins, dessins, collages, objets : [exposition] 16 avril - 10 jullet 1986, Galerie Isy Brachot, Paris, Paris, Galerie Isy Brachot, 1986, ISBN non esistente, OCLC 222464393, SBN RMS1341816.
- (FR) Irène Hamoir, Catalogue de l'exposition de Delcol R., Firenze, Galleria "L'angoletto", 1984.